# Ernst Achtung

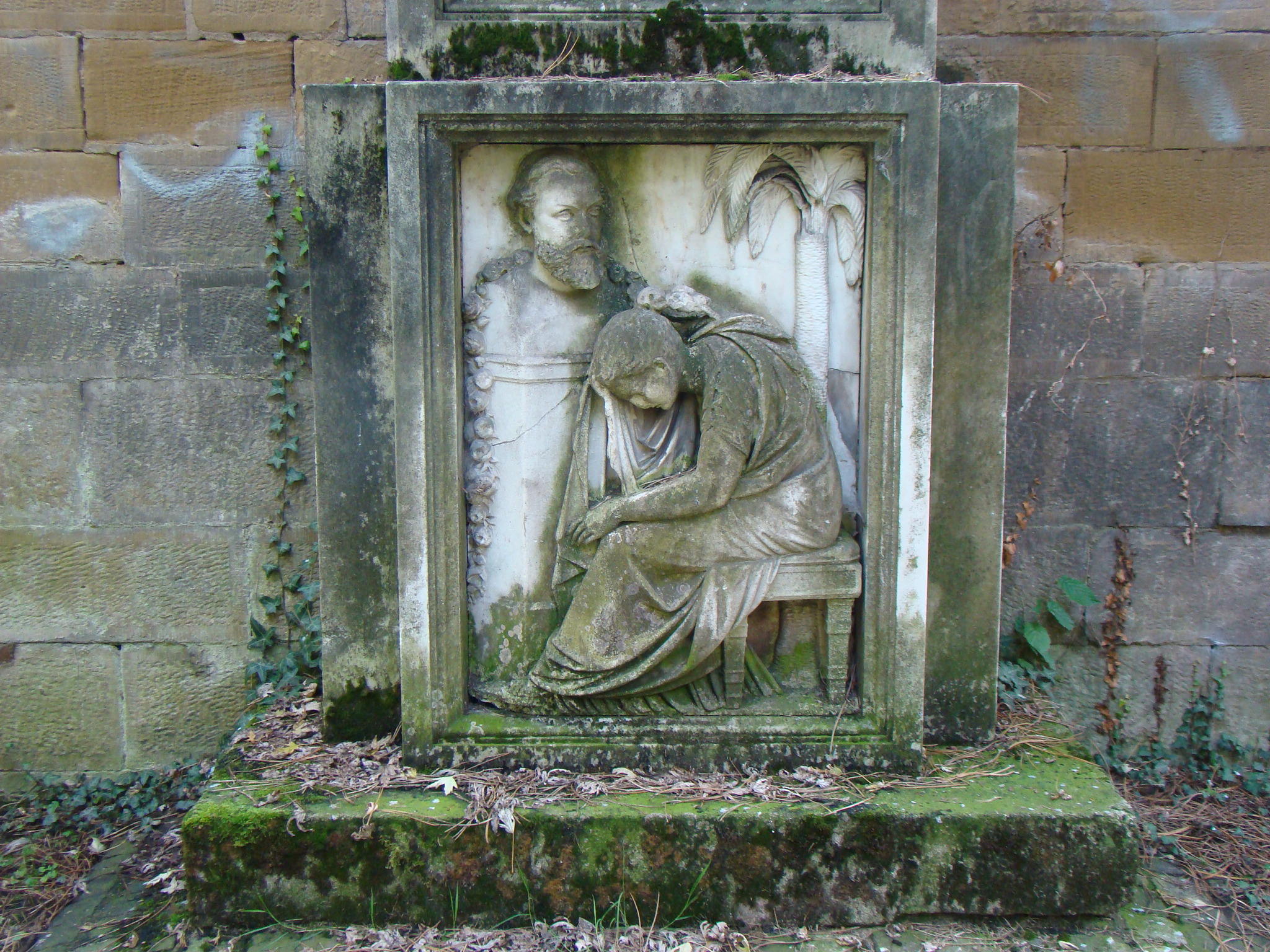
Achtung-Grabmal im Alten Friedhof in Heilbronn

Ernst Christian Achtung (* 6. September 1837 in Kassel; † 3. November 1874 in Heilbronn) war ein deutscher Kaufmann in Heilbronn und hat der Stadt bedeutende Stiftungen für wohltätige Zwecke hinterlassen.
Ernst Achtung und seine Gattin Auguste Louis geb. Wernecke (1844–1880) lebten seit 1873 in Heilbronn und vermachten der Stadt große Summen für wohltätige Zwecke. Gemäß Ernst Achtungs Testament vom Juni 1874 flossen der Stadt 97.090 Mark an Barvermögen, 30 Hektar Liegenschaften in Aschersleben, dem Geburtsort seiner Frau, sowie weiteres Aktienvermögen zu. 100.000 Mark aus der Geldstiftung wurden zur Deckung der Baukosten des früheren Stadtbades am Wollhausplatz verwendet. Weitere Mittel flossen in das heutige Naturhistorische Museum im Fleischhaus, bei dessen Eröffnung am 24. Juni 1879 Auguste Achtung nochmals 1000 Goldmark spendete.
Die Grabstätte von Ernst Achtung befindet sich im Alten Friedhof in Heilbronn. Die Heilbronner Achtungstraße trägt seit 1881 den Namen des Stifters.